# 永和镇 (连山县)
永和镇，是中华人民共和国广东省清远市连山壮族瑶族自治县下辖的一个乡镇级行政单位。

## 行政区划
永和镇下辖以下地区：
永和社区、永联村、白羊村、卢屋寨村、桂联村、向阳村、大富村、上草村和永梅村。